# Crataegus triflora
Crataegus triflora — вид квіткових рослин із родини трояндових (Rosaceae).

## Біоморфологічна характеристика
Це кущ 20–50 дм заввишки, багатостовбуровий. Складні колючки на стовбурах присутні. Нові гілочки притиснено запушені, 1–2-річні коричневі, старші сірі; колючки на гілочках ± прямі, 2-річні темно-сірі або чорнуваті, ± тонкі, 2–4 см. Листки: пластини широко еліптичні, 3–8(10) см, основа від клиноподібної до закругленої або зрізаної, ціла або часток 1–3 (або 4), верхівки часток від гоструватих до гострих, краї зубчасті, верхівка гостра, нижня поверхня запушена молодою потім запушені тільки жилки, верх притиснено запушений молодим. Суцвіття 2–6(12)-квіткові. Квітки 25–30 мм у діаметрі; чашолистки трикутні, 8–10 мм; тичинок 30–45(47). Яблука від яскраво-червоних до насичено-червоних, іноді коралово-червоні, від ± кулястих до зворотно-яйцюватих. 2n = 34, 51, 68. Період цвітіння: кінець квітня й початок травня; період плодоношення: вересень — листопад.

## Ареал
Зростає у південному сході США (Алабама, Арканзас, Джорджія, Луїзіана, Міссісіпі, Північна Кароліна, Теннессі).
Населяє прогалини листяних порід, соснові ліси, чагарники, пасовища ВРХ, окрайці прерій; на висотах 0–200 метрів.